# Station Wrząca Pomorska
Station Wrząca Pomorska is een spoorwegstation in de Poolse plaats Wrząca.